# 朴斗翼
朴 斗翼（パク・トゥイク、박두익、1936年12月17日 - ）は、朝鮮民主主義人民共和国・平壌市出身の元サッカー選手（MF）・監督。1966 FIFAワールドカップの朝鮮民主主義人民共和国代表メンバー。

## 来歴・人物
朝鮮戦争が休戦になった後、印刷工場で働き始め、1957年に平壌市体育選手団に入団し、その時から専門選手としてサッカーをする。1966年にイングランドで開催されたFIFAワールドカップの代表に選ばれ、MFとして全4試合に出場した。優勝候補の一角と目されていたグループリーグ最終戦のイタリアとの試合で決勝ゴールを決めて1-0と勝利し、決勝トーナメント進出に貢献した。この結果を受けた各国の記者は、「1950年ブラジルＷ杯でアマチュアのアメリカが、プロのイングランドに勝った試合に匹敵する大番狂わせだ」と大々的に報道した。
引退後は1976年と1990年に代表監督を務めた。2008年4月28日に平壌で行われた北京オリンピックの聖火リレーの第一走者も務め、現在は代表のフィットネスコーチを務めている。

## トリビア
- 現役時代の彼の職業は歯医者だったという話しがある。